# Cour des évêques de Strasbourg
La cour des évêques de Strasbourg est un monument historique situé à Riquewihr, dans le département français du Haut-Rhin.

## Localisation
Ce bâtiment est situé aux 11-13, rue de la Première-Armée et au 6, rue du Cheval à Riquewihr.

## Historique
L'édifice fait l'objet d'une inscription au titre des monuments historiques depuis 1988.

## Architecture

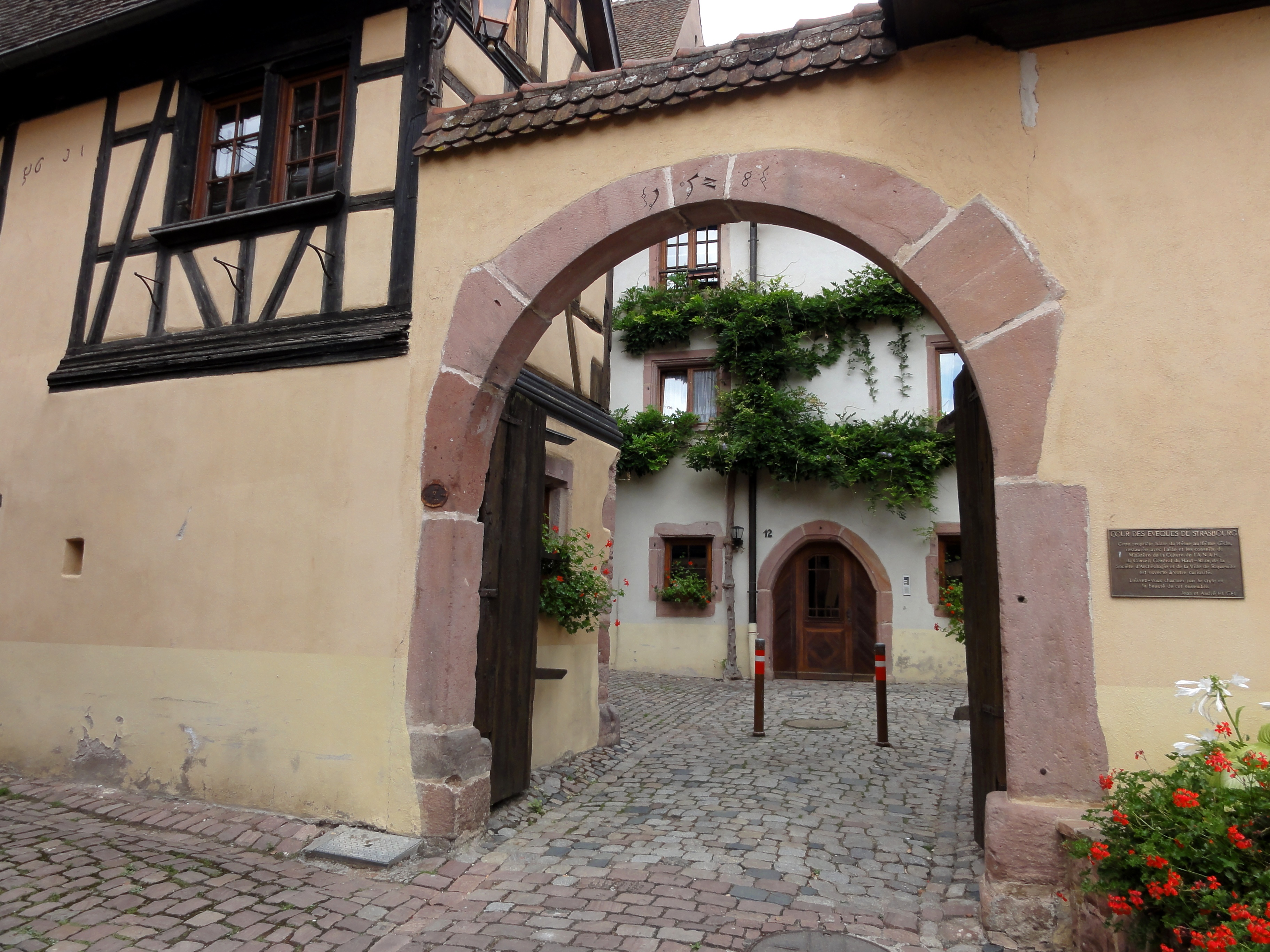
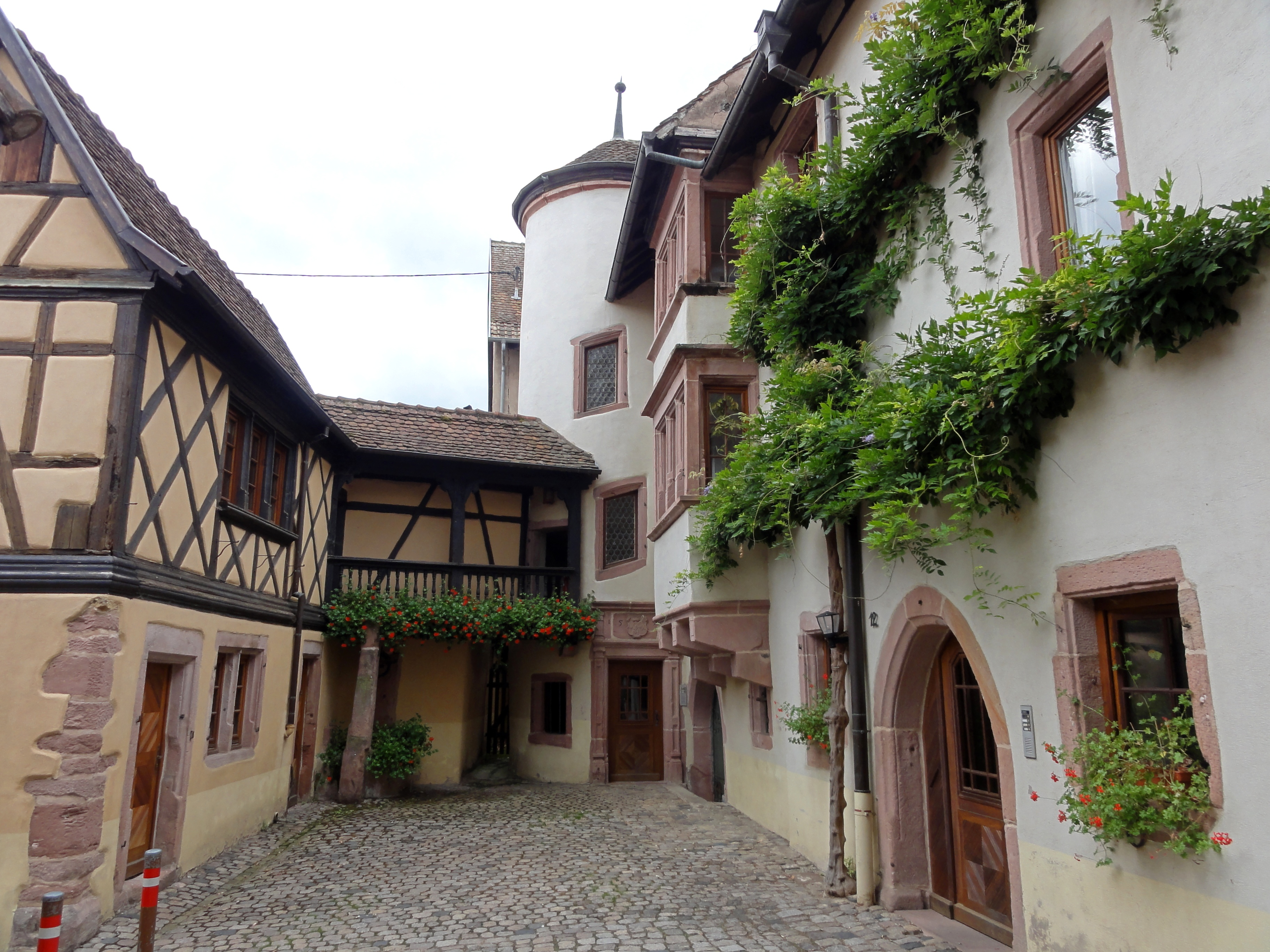
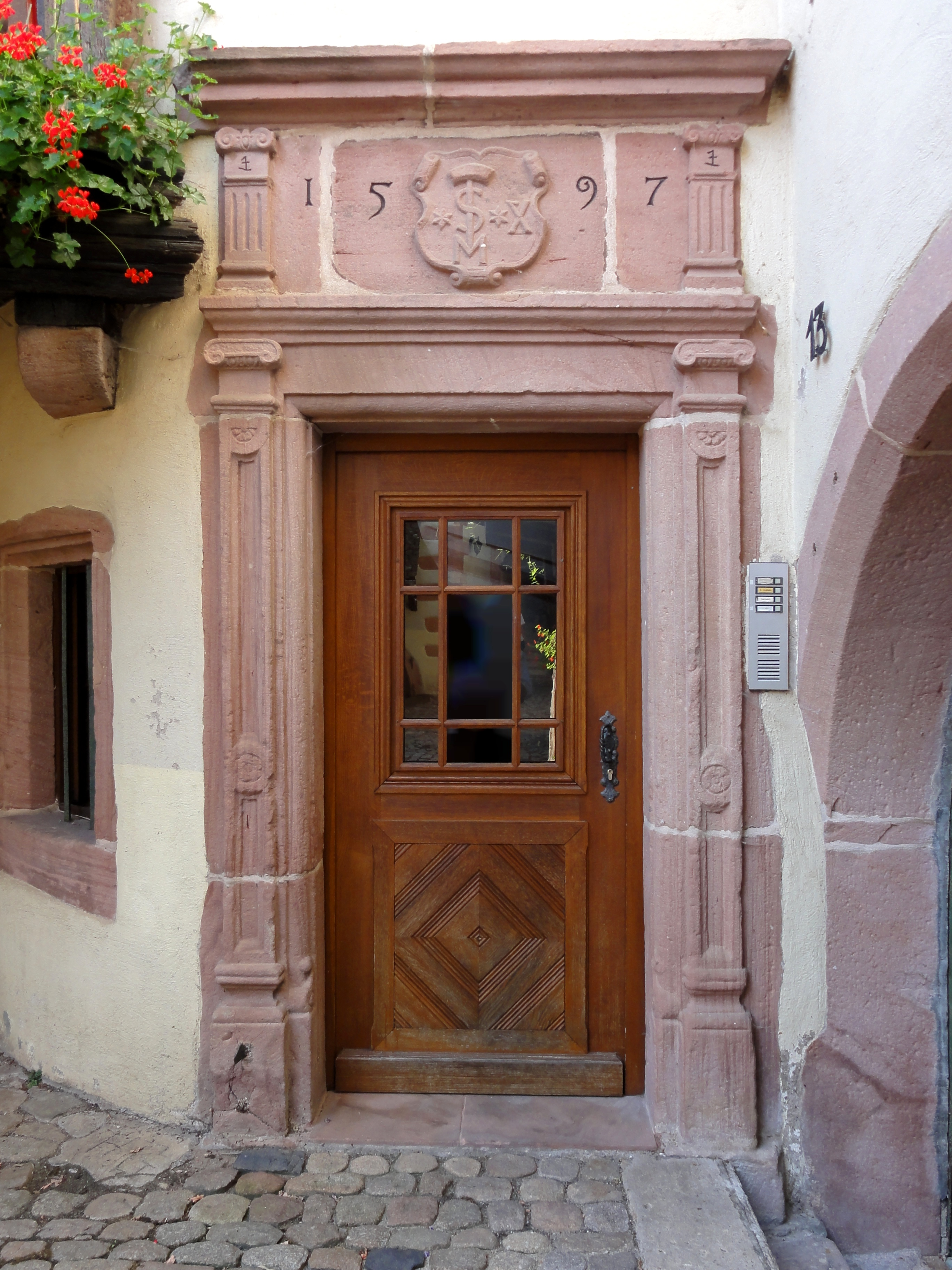
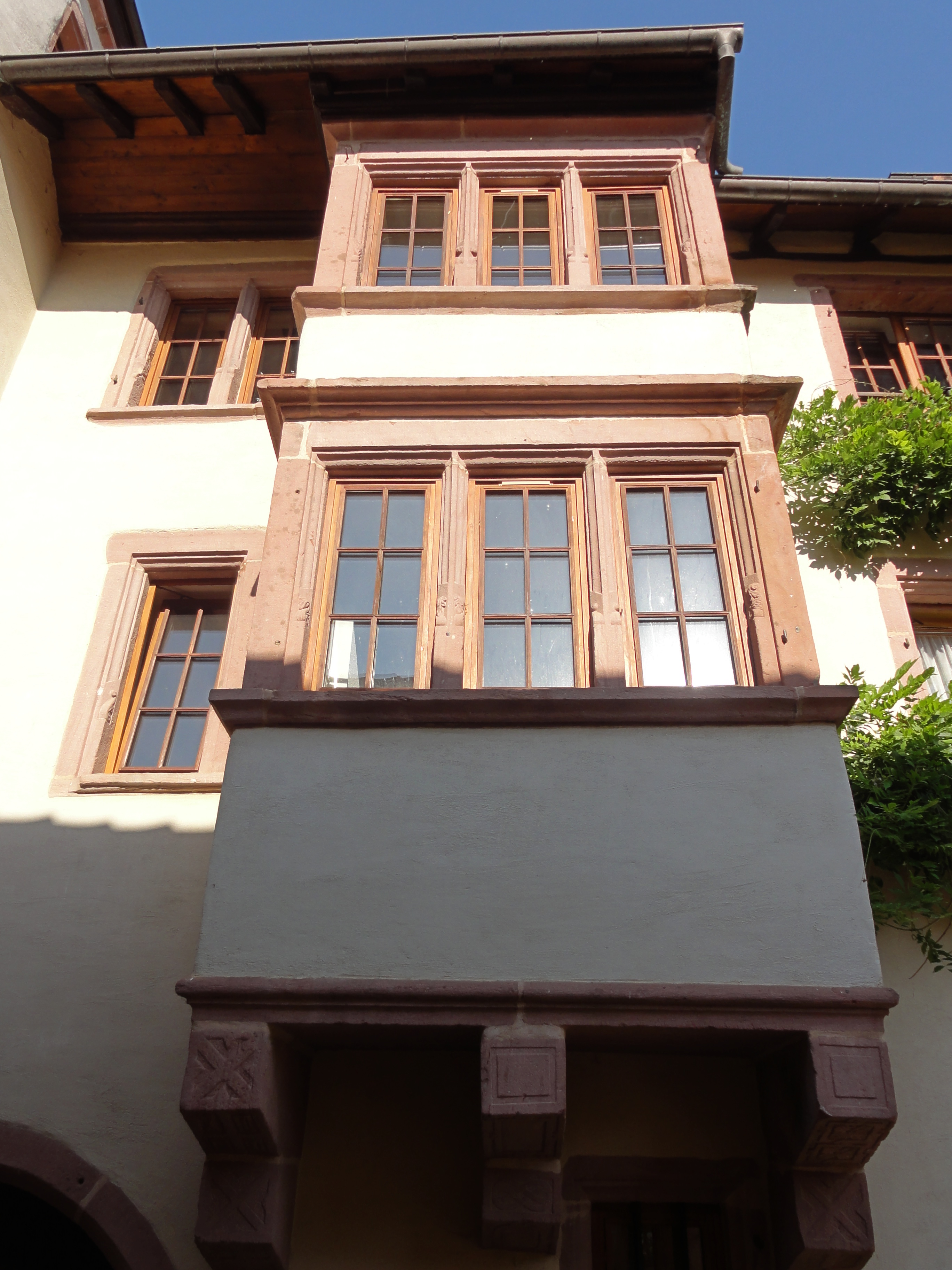
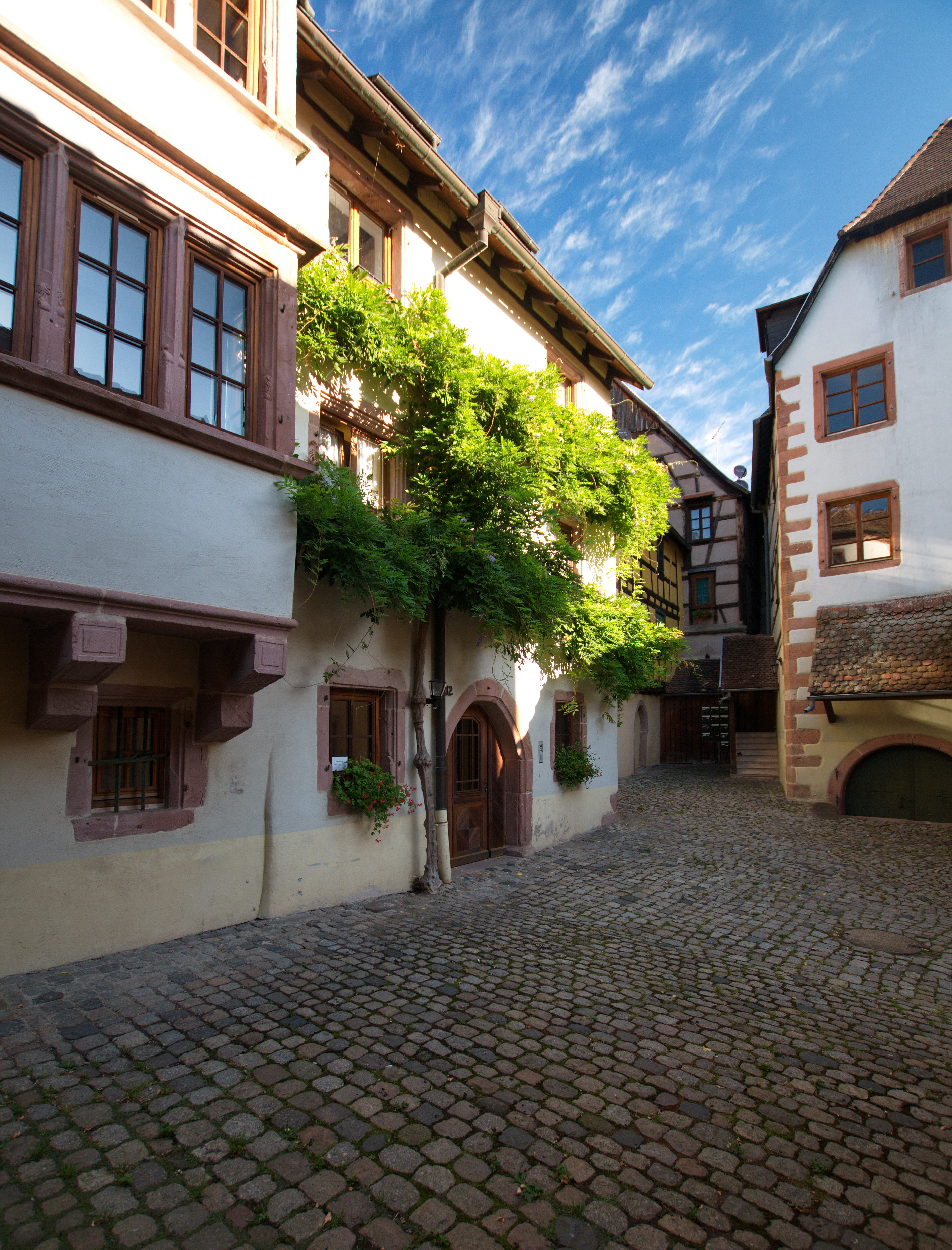